# 王復 (清朝知縣)
王復（1747年—1797年），字敦初，一字秋塍。秀水（今浙江嘉兴市）人，清朝政治人物。
王又曾之子。乾隆十二年丁卯（1747年）出生，早年捐貲為監生，考授主簿，改捐府知事。乾隆二十六年，其父王又曾殁，王復贫困日甚，乾隆三十二年（1767年）前往扬州，依靠府学教授金兆燕。乾隆四十八年（1783年），入畢沅幕下。歷署鄢陵等縣事。授武陟（今河南武陟縣）知縣，乾隆六十年乙卯（1795年）請調偃師。任內校刻鄭玄《駁五經異義》、《箴膏肓》、《起廢疾》、《發墨守》及《鄭志》五種。嘉慶二年（1797年），卒於偃師官舍。著有《晚晴軒稿》八卷。